# Алмерия
Алмерѝя (на испански: Almería) е град в Испания, разположен в източната част автономния регион Андалусия и столица на едноименната провинция. Градът се намира в Югоизточна Испания, на брега на Средиземно море.

## Произход на името
Името Алмерия произлиза от арабското المراية или Al-Mariyat, което означава огледалото, тъй като те са наричали града Огледалото на морето.

## История
Градът е основан от Абд-ар-Рахман III, от Кордобския халифат през 955 г., като главно пристанище на владенията си и за да засили властта си в Средиземноморието. Мавърският замък Алкасаба е втората по големина мюсюлманска крепост в Испания след Алхамбра в Гранада. След разпадането на халифата, Алмерия става независимо кралство, т.нар. тайфас. Развиват се търговията и копринената индустрия. По-късно градът се оспорва между емирите на Гранада и Валенсия и става сцена на множество обсади. За кратко е освободен от войските на Алфонсо VII през октомври 1147 г., по след по-малко от десет години мюсюлманите си го връщат. На 26 декември 1489 г. испанците окончателно го отвоюват, когато Алмерия се предава на войските на католическите монарси Исабела I и Фернандо II.
През 16 век градът преживява тежки моменти. През този век е сполетян от поне четири големи земетресения, най-силното от които през 1522 г. – то опустошава града. След 1568 г. мюсюлманите, останали в града, са изгонени или разселени в други части на Испания в резултат на въстанието от Алпухарас. За западането на града през този период допринасят и честите нападения на берберски пирати. През 18 век близо до Алмерия са открити богати залежи от желязна руда и градът започва да се възражда.

## Население
Населението на Алмерия според преброяването от 2008 г. е 187 521 души, като заедно с населението на Уеркал де Алмерия и съседните общини оформя агломерация Алмерия с 218 585 жители.
| Население                                                                                                  | 14 958 | 47326   | 36 200  | 47 326 | 48 407  | 50 194  | 53 977  | 79 539  | 76 497  |
| | 1960   | 1970    | 1981    | 1991   | 1996    | 2001    | 2006    | 2007    | 2008    |
| Население                                                                                                  | 86 808 | 114 510 | 140 946 | 159587 | 170 503 | 170 994 | 185 309 | 186 651 | 187 521 |
| Разликата между преброяванията през 1857 и 1887 г. е, че при първото община Уеркал е била част от Алмерия. |        |         |         |        |         |         |         |         |         |

## Икономика
Най-важните отрасли на икономиката в Алмерия са:
- Интензивно селско стопанство, със съпътстващите индустрии (биохимическа, пластична и генетика)
- Туризъм и съпътстващи услуги
- Мраморна индустрия
- Филмова индустрия
- Производство на спортни яхти

Алмерия и околностите са в центъра на една от най-важните селскостопански зони в цяла Европа. Огромни площи са заети от оранжерии, които произвеждат десетки хиляди тонове плодове и зеленчуци, като над 70% от продукцията се изнася в Европа. Моделът на развитие на оранжериите на Алмерия е пример за учени от целия свят. Освен това, в града има множество лаборатории за изследване и развитие на селското стопанство, където са представени най-големите компании в сектора.

## Побратимени градове
- Мелиля, Испания
- Новохоа, Мексико